# 罗马美国学院
罗马美国学院（American Academy in Rome）是一所位於意大利羅馬贾尼科洛山的藝術研究所，獲得羅馬獎的學者可在此學習並進行研究。

## 歷史
1893年，一些參加芝加哥哥伦布纪念博览会的建築師、畫家和雕刻家決定在歐洲建立一所供美國學者進行研究活動的機構，最後選址于羅馬。哥倫比亞大學和賓夕法尼亞大學為它提供了資金援助。1894年10月，美國建築學院（American School of Architecture）開張，此即羅馬美國學院的前身。1897年6月改現名。1912年羅馬古典學美國學院（American School of Classical Studies in Rome）併入該機構。

## 外部連接
- American Academy in Rome （页面存档备份，存于）
- Smithsonian Archives of American Art — The American Academy in Rome archives. （页面存档备份，存于）